# Templete de la Virgen de los Dolores
El Templete de la Virgen de los Dolores , es una construcción de la localidad española de Ronda, en la provincia de Málaga. Su origen se remonta al período de Fernando VI, en el año 1734. Este templete se sitúa en la calle que recoge su mismo nombre, calle que conecta con la calle Santa Cecilia. Esta calle se puede entender como el claro ejemplo del urbanismo teatralizado, muy característico en el barroco. Junto a esto tenemos otro de los elementos característicos de dicha calle, la gran pendiente, que logra salvarse con la construcción de escalones en el acerado derecho (donde se encuentra la capilla). Con esta calle también tenemos un elemento típico del barroco, por su adaptación a la pendiente, seguidos de vanos irregulares con ventanas que ocupan la propia calle. Gracias a esto logramos conocer mejor el estílo urbanístico que encontrabamos en el momento (siglo XVIII).
La capilla posee una forma rectangular, con una cubierta a tres aguas de tejas moriscas y adornada con rocallas y tallos vegetales, los cuales envuelven pinturas de los evangelistas.
En el testero, una especie de balconcillo cobija un altar en madera tallada acogiendo la imagen de la Virgen de los Dolores. A los laterales de este se localizan los escudos de los Reyes Católicos y del rey Felipe V.
A distinguir son los dos pilares jónicos con cuatro siluetas antropomórficas que parecen manar de unas vainas y se encuentran retenidas al cuello por unas sogas. Dos de ellas simbolizan ángeles caídos, las otras dos son sujetos perfectamente distinguidos. Estas figuras pertenecen claramente al espíritu manierista del siglo XVIII.
Conforme a la tradición, el templete se levantó en el lugar donde los condenados a muerte rogaban sus últimas oraciones previamente a ser ajusticiados en la plaza próxima en los siglos XVII-XVIII. Este hecho y las siluetas atadas al cuello por las sogas, atribuyen a esta construcción el nombre de El Templete de los Ahorcados.